# Milnesium
Milnesium is een geslacht van de beerdiertjes. Het is niet erg zeldzaam, te vinden in veel verschillende leefomgevingen in de wereld.